# Dieter Büker

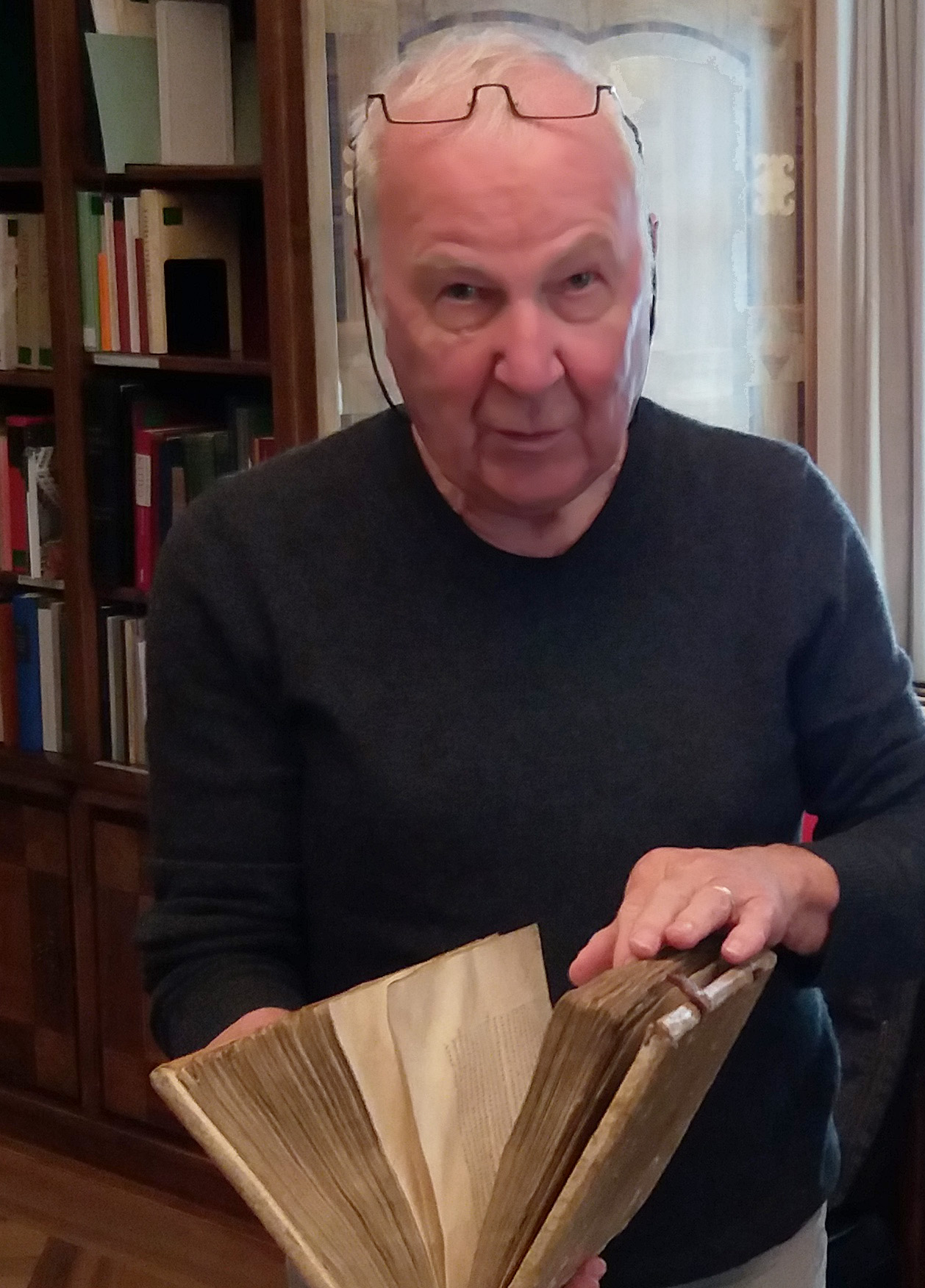
Dieter Büker in St. Gallen, 2019

Dieter Büker (* 15. September 1939 in Dortmund) ist ein deutscher Ingenieur und Historiker.

## Leben
Dieter Büker wuchs in Dortmund auf, wo er am dortigen Helmholtz-Gymnasium im Jahre 1959 seine Abiturprüfung ablegte. Nach einem zwölfmonatigen Wehrdienst studierte er von 1961 bis 1966 an der TU Berlin Ingenieurwissenschaften und arbeitete bis zu seiner Verrentung im Jahre 2004 als Dipl. Ing. der Verfahrenstechnik in der Chemie- und Umwelttechnik.
Parallel zu seiner beruflichen Tätigkeit studierte Dieter Büker ab 1997 Geschichte (Ludolf Kuchenbuch, Peter Brandt und Wolfgang Schwentker), Politik- (Roland Czada) und Literaturwissenschaft (Dieter Gutzen, Gisbert Ter-Nedden) an der FernUniversität Hagen, wo er 2005 das Magisterexamen ablegte. Durch seine Magisterarbeit im Fach Ältere Geschichte („Der Klosterplan von St. Gallen, seine Beschriftung und ihr Beitrag zur Gesamtdeutung“) kam Dieter Büker nicht nur erstmalig mit dem Klosterplan von St. Gallen in näheren wissenschaftlichen Kontakt, sondern auch, vermittelt durch dessen klosterplanrelevante Schriften, mit dem Leiter des Historischen Instituts der TU Dortmund, dem Archäologen und Mittelalterforscher Alfons Zettler. Der sich an die Magisterarbeit anschließende enge wissenschaftliche Kontakt mit Alfons Zettler mündete im Jahre 2016 in eine Dissertation über den Klosterplan von St. Gallen mit anschließender Promotion zum Dr. phil. der TU Dortmund.

## Wirken
Während sich die Magisterarbeit noch im Rahmen der bisherigen Forschung bewegte, betrat Dieter Büker mit der Dissertation vollständig neues Gelände. Galt der Plan bis dato als mit Blindlinien vorgezeichnete maßstäbliche Zeichnung, wenn auch mit dem Dilemma des sogenannten und über hundert Jahre Forschertätigkeit ungelösten Planwiderspruchs zwischen der gezeichneten und der durch Maße festgelegten Abteikirche behaftet, so ergab seine erstmalig konsequent durchgeführte technische Analyse ein grundsätzlich anderes Bild. Die Zeichnung des Klosterplans war nicht durch Blindlinien bestimmt, sondern durch feinste und kaum sichtbare Einstiche in das Pergament (Prickings) vorgeformt, anhand derer als gewissermaßen optischen Wegweisern die ausführenden Mönche manuell mit der tintenbewehrten Vogelfeder die Zeichnung erschufen, eine Bildform auf der vorherigen aufbauend. Das „Prinzip der konzeptionellen Stiche“ und die „Methode der bildlichen Affirmation“, beides von Büker entwickelte Verfahren zur technischen Analyse, ermöglichten es ihm, in schrittweise aufeinander aufbauendem und rein geometrischem Vorgehen die Zeichnung des Klosterplans in Übereinstimmung mit dem Bild des Originals vollständig zu simulieren.
Als ein Nebenprodukt der Dissertation konnte Dieter Büker aufzeigen, dass in der heute immer noch als klassisch angesehenen und ausdrücklich nicht kritischen Vitruv-Übersetzung des Curt Fensterbusch aus dem Jahre 1964 ein lange tradierter Übersetzungsfehler fortgeschrieben wird, dass nämlich Vitruv angeblich von Maßstäblichkeit geschrieben hätte. Der antike Autor Vitruv hat in seinen zehn Büchern über Architektur an keiner Stelle von Maßstäblichkeit geschrieben. Diese wurde erst im Zusammenhang mit dem Bau gotischer Kathedralen im Laufe des 13. Jahrhunderts entwickelt, wie unter anderem Günther Binding und Dieter Kimpel detailliert und plausibel erläutert haben.
Die von der Dissertation ausgehenden neuen Erkenntnisse und Impulse gaben Dieter Büker Anlass zu weiteren Studien, wobei der Schwerpunkt seiner Forschungen die technische Analyse von Objekten der Kulturgeschichte ist. Dieser Ansatz ermöglichte ihm unter anderem nachzuweisen, dass das durch die Untersuchung des Klosterplans erkannte Prinzip der konzeptionellen Stiche ein uraltes Verfahren war, das schon in den Ton- und Steinrelikten sumerischer Herrscher im Zweistromland, in ägyptischen Zeichnungen, auf römischen Stelen und in mittelalterlichen Kodizes nachzuweisen ist. Mit dem Aufkommen von Papier, Bleistift und wirklicher Maßstäblichkeit im späten Mittelalter verlor es seine Bedeutung und geriet in Vergessenheit.
Technische Analyse verhalf ihm auch dazu, den Zusammenhang zwischen Lineal und Zeichnung auf einer Dioritstatue des sumerischen Herrschers Gudea aufzuklären, wodurch die bislang vermuteten maßstäblichen Verhältnisse ebenfalls als unzutreffend zurückgewiesen werden mussten. Zur Zeit widmet sich Dieter Büker der technischen Analyse von Proportionen in der Architektur.

## Werke/Schriften
- 1967 „Kontinuierliche gravimetrische Staubmessung durch mechanische Resonanz“. In: Chemie-Ingenieur-Technik, 39. Jahrgang, Heft 16 (1967), S. 963–966. (= Diplomarbeit TU Berlin)
- 1994 „Kompostierung: Ein Geschäftsfeld mit Chancen“. In: Müll und Abfall, 8. Jahrgang (1994), S. 453–463 (zusammen mit A. Komodromos und H. Günther).
- 2000 Mensch – Kultur – Abwasser. Von der Annehmlichkeit für Wenige zur Existenzfrage der Gesellschaft. Essen: Die Blaue Eule, 2000.
- 2008 „Slawen und Deutsche. Die Begegnung von Slawen und Deutschen zwischen Elbe und Oder vor etwa 1000 Jahren und der Große Slawenaufstand von 983“. In: Neubrandenburger Mosaik, Jahrgang 2008, Heft 32, S. 8–59.
- 2009 Vier Jahrhunderte und vier Jahre. Der Klosterplan von St. Gallen und seine Bedeutung als Dokument frühmittelalterlicher Schriftlichkeit. Frankfurt, Berlin u. a.: Peter Lang, 2009.
- 2012 „Funktion und Rezeption von Schrift auf einer frühmittelalterlichen Zeichnung –  der Klosterplan von St. Gallen“. In: Internationale Studien zur Geschichte von Wirtschaft und Gesellschaft, hg. von Karl Hardach, Bd. 1, S. 63–100, Berlin, Bern u. a.: Peter Lang, 2012.
- 2013 „Die Katze beißt sich in den Schwanz – wo ist der Kopf?“. In: Schaukasten Stiftsbibliothek St. Gallen. Abschiedsgabe für Stiftsbibliothekar Ernst Tremp, hg. von Franziska Schnoor, Karl Schmuki und Silvio Frigg, S. 82–87, St. Gallen: Verlag am Klosterhof, 2013.
- „Einstich im Apfelbaum“. In: Revue Bénédictine, Jahrgang 123, Heft 1, (2013), S. 34–41.
- 2015 „Merkhilfe zur Verinnerlichung der Regula Benedicti. Schedls Buch zum Klosterplan“. In: Revue Bénédictine, Jahrgang 125, Heft 2 (2015), S. 339–354.
- 2017 Konzeption und Konstruktion des Klosterplans von St. Gallen im karolingischen Reichenauer Skriptorium. 2 Bände. (= Dissertation an der TU Dortmund).
- 2018 Vitruvs Basilika in Fanum – maßstabsgerecht entworfen und perspektivisch dargestellt? Eine editionskritische Analyse. Frankfurt, Berlin u. a.: Peter Lang, 2018.
- „Erweiterung und Westquerhaus der St. Galler Klosterplankirche – Plausibilität oder Fiktion? Die vermeintliche Genese des Klosterplans von St. Gallen – eine Analyse“. In: Mediaevistik, Jahrgang 31 (2018), S. 21–42.
- 2019 „Die Konstruktion von Kreisen und die Entdeckung zweier wuchtiger Türme auf dem Klosterplan von St. Gallen“. In: Schweizerische Zeitschrift für Geschichte, Jahrgang 69, Heft 3 (2019), S. 434–453.
- „The Carolingian Plan of St. Gall from the Perspective of the Technique Used to Create It“. In: The Encyclopedia of the Global Middle Ages. New York: Bloomsbury Publishing, 2019. Print and online issue
- „Bishop Arculf‘s Sketches of Pilgrim‘s Places in Jerusalem (later seventh century) from the Perspective of the Technique Used to Create It“. In: The Encyclopedia of the Global Middle Ages. New York: Blooms-bury Publishing, 2019. Print and online issue
- 2020 In neuem Licht – Der Klosterplan von St. Gallen. Aspekte seiner Beschaffenheit und Erschaffung. Mit einem Beitrag von Alfons Zettler. Frankfurt, Berlin u. a.: Peter Lang,  2020
- 2022 „Die Architekturdarstellung des Fürsten Gudea von Lagasch. Ein frühes Beispiel für Maßstäblichkeit?“. In: INSITU, Zeitschrift für Architekturgeschichte, 14. Jahrgang 2022, Heft 1, S. 5–19
- 2023 Textlayout und Bilddesign in Mittelalter und Altertum – vergessene Technik der Jahrtausende. Frankfurt, Berlin u. a.: Peter Lang, 2023.